# La vendetta di Elle
La vendetta di Elle (A Daughter's Revenge) è un film per la televisione del 2018 diretto da Anthony Lefresne.

## Distribuzione
Il film è stato distribuito nel 2018.